# Panajot Chitovo
Panajot Chitovo (bulgariska: Панайот Хитово) är ett distrikt i Bulgarien.   Det ligger i kommunen Obsjtina Omurtag och regionen Tărgovisjte, i den centrala delen av landet, 250 km öster om huvudstaden Sofia.